# نجوان (اسم)
نجوان هو اسم علم مذكر من أصل عربي، ومعناه هو الناجي المنقذ المسرع، المناجي، مؤنثه نجوانة.

## شخصيات تحمل الاسم
- نجوان الزواوي (ربّاعة مصرية، 17 يناير 1976 – )
- نجوان درويش (8 ديسمبر 1978 – )
- نجوان حزّان

## وصلات خارجية
- موسوعة السلطان قابوس لأسماء العرب